# Radio Universidad de Buenos Aires
Radio Universidad de Buenos Aires (Radio UBA) es una estación de radio argentina que transmite desde la Ciudad Autónoma de Buenos Aires.

## Historia
En 1989 el presidente Raúl Alfonsín firmó el decreto creando la emisora. Una serie de infortunios y políticas ambiguas detuvieron su funcionamiento. Dieciséis años después, el 20 de diciembre de 2005 se puso en el aire el primer separador en el que Eduardo Aliverti decía: "UBA FM 90.5, la memoria presente". Por resolución 1053 del AFSCA (publicada el 15/09/2011 en el Boletín Oficial), fue autorizado el cambio de frecuencia a la actual 87.9 MHz, junto con un aumento de potencia (pasó de tener Categoría G a Categoría E) .
La emisora fue concebida como medio público. Presenta una programación complementaria de las frecuencias comerciales y sus contenidos introducen a temáticas de relevancia social e interés colectivo. Se propone vincular los saberes de los graduados, docentes y estudiantes que integran la comunidad académica de las trece facultades de la Universidad de Buenos Aires.
Está asociada a ARUNA (Asociación de Radiodifusoras Universitarias Nacionales Argentina).
En sus micrófonos ha tenido a Eduardo Aliverti, Geraldine Murisasco, Mario Portugal, la excelentísima Karina Colloca, Oscar E. Bosetti, Aldo Barbero, Claudio Robin, José María Muscari, Osqui Guzmán y Clara Sirvén, entre otros.
Dirigieron la radio Oscar E. Bosetti, Federico Corbière y Juan Manuel Romero.

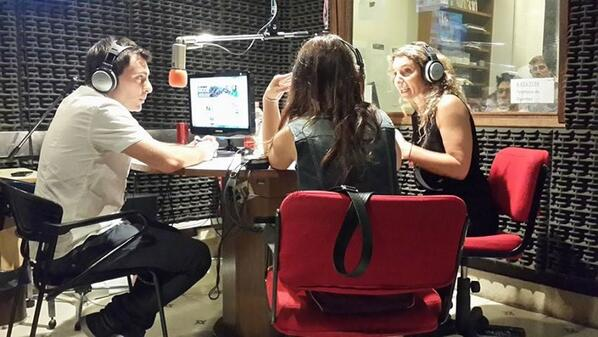
Académicamente en RadioUBA